# Ліам Тьюгі (футболіст)
Ліам Тьюгі (27 квітня 1933 — 13 серпня 2016) — ірландський футболіст і тренер. У 1950-х і 1960-х роках Тьюгі грав на позиції флангового лівого нападника за «Шемрок Роверс», «Ньюкасл Юнайтед» і збірну Ірландії. У 1959 році, граючи за збірну Ірландії, Тьюгі забив перший гол в історії чемпіонатів Європи. Після завершення кар'єри гравця Тьюгі став тренером і керував кількома клубами в Лізі Ірландії, включаючи Шемрок Роверс, Дандолк і Шелборн.
Він також очолював збірну Ірландії. У липні 1973 року він керував командою «Шемрок Роверс ХІ», яка зіграла з Бразилією в престижному товариському матчі, а в 1980-х роках він успішно тренував збірну Ірландії U-19. Згодом він обіймав посаду футбольного директора в «Хоум Фарм», перш ніж піти на пенсію у 2002 році. У жовтні 2007 року Тьюгі разом з іншими членами команди «Шемрок Роверс», яка шість разів поспіль вигравала Кубок Ірландії у 1960-х роках, був удостоєний почесної нагороди Футбольна асоціація Ірландії.

## Ранні роки
Тьюгі народився в Іст-Воллі, робітничому районі Нортсайду Дубліна. Він був другим наймолодшим у сім'ї з шести хлопчиків. Його батько, Джеррі, помер, коли він був ще дитиною, і його та його п'ятьох братів виховувала мати, Сейді. Тьюгі грав у воротах на герлінгу за свою школу, Сент-Джозефс, і почав грати у футбол за Сент-Меріс Іст-Волл. Після закінчення школи Тьюгі спочатку працював складальником коліс для Royal Enfield, доставляв продукти та збирав дитячі коляски.

## Клубна кар'єра

### Шемрок Роверс
У серпні 1951 року, вразивши наставників «Роверс» у матчі молодіжного Кубка Ірландії за «Сент-Мері», Тьюгі підписав контракт із «Шемрок Роверс». Незважаючи на те, що він став найкращим бомбардиром сезону у складі молодіжної команди до 21 року, і найкращим бомбардиром другої команди, в Лізі Ірландії він з'явився тільки 7 березня 1954 року на стадіоні «Гленмалур Парк».Тьюгі справив настільки сильне враження, що всього за шість місяців його обрали до складу команди Ліги Ірландії, яка мала зіграти з командою Футбольної ліги. У 21-річному віці Тьюгі привернув інтерес як «Вест Бромвіч Альбіону», так і «Астон Вілли», але він вирішив залишитися в Роверс. Під керівництвом граючого тренера Педді Коуда він згодом став помітним членом успішної команди Роверс, яку прозвали «Колтс Коуда» (Кольти Коуда). У цеї період Роверс тричі вигравав Лігу Ірландії та двічі Кубок Ірландії. Вони також дебютували в єврокубках, і в 1959 році Тьюгі забив перший із чотирьох голів за «Роверс» на цьому рівні, коли забив другий гол у виїзній поразці 3-2 протиі «Ніцци» в Кубку чемпіонів.
3 травня 1960 року був проведений контрольний матч проти «Ньюкасл Юнайтед». Тьюгі добре показав себе в цьому матчі й Чарлі Міттен підписав із ним контракт.

### Ньюкасл Юнайтед

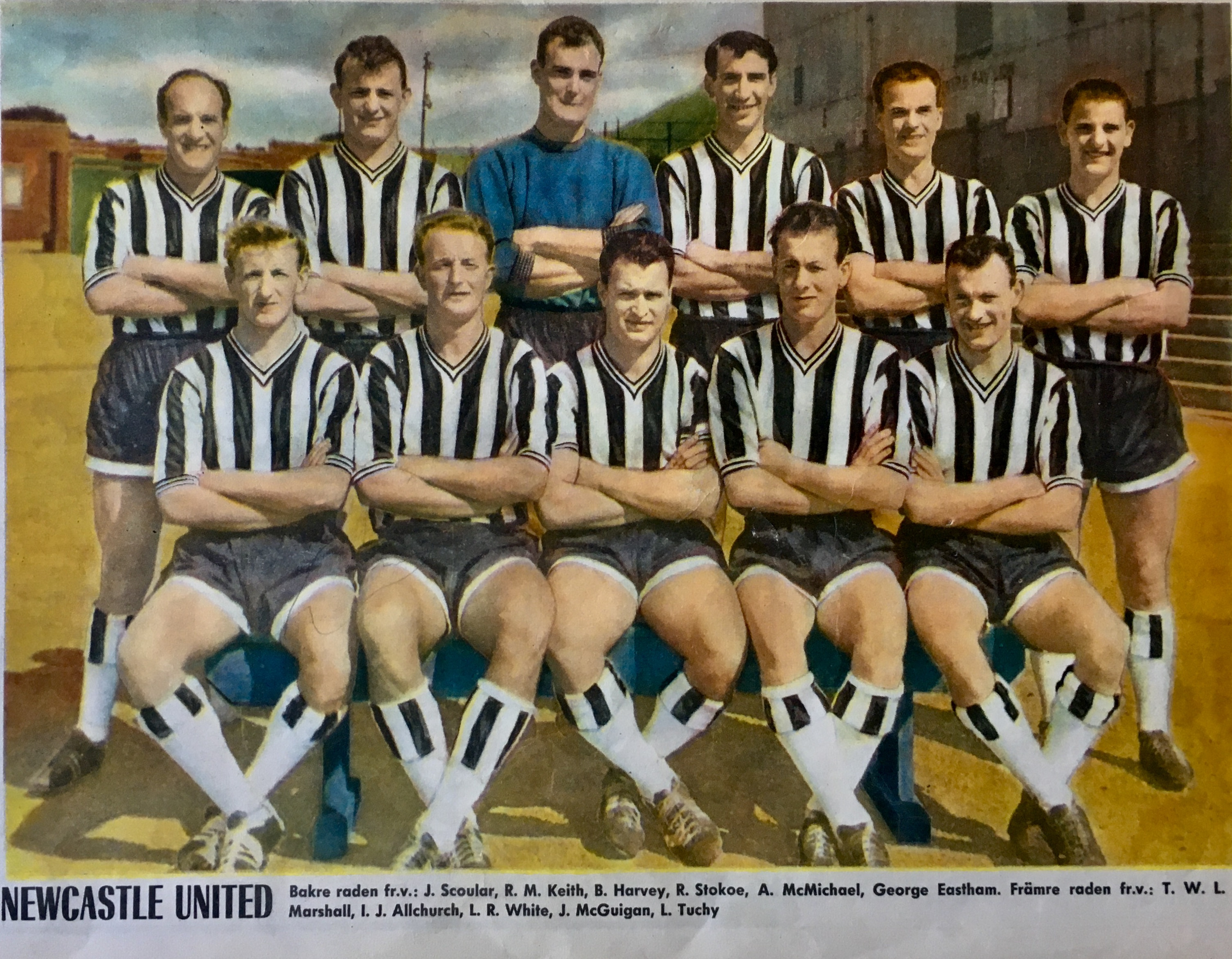
ФК «Ньюкасл Юнайтед» у 1960 році — зліва на право, стоять: Джеймс «Джиммі» Скоулар, Річард Метьюсон «Дік» Кіт, Браян Харві (воротар), Боб Стокоу, Альф МакМайкл і Джордж Істхем ; сидять: «Террі» В. Л. Маршалл, Айвор Олчерч, Лен Вайт, Джон Макгіган і Ліам Тьюгі.

До 1960 року Тьюгі, якому вже виповнилося 27 років, зустрів і одружився зі своєю дружиною Шейлою й обзавівся трьома дітьми. Він дев'ять років грав за «Роверс» за сумісництвом, а зараз працював у компанії «Guinness» на пивоварні «Сент-Джеймс Гейт» (St. James's Gate Brewery). Саме в цей період у травні 1960 року він прийняв пропозицію від «Ньюкасл Юнайтед» грати в англійській лізі на постійній основі. Він дебютував 8 серпня 1960 року і за три роки в клубі провів 42 матчі та забив 9 голів.

## Міжнародна кар'єра
З 1955 по 1965 рік Тьюгі провів 8 матчів і забив 4 голи за збірну Ірландії. Він дебютував 10 жовтня 1955 року в складі «Шемрок Роверс» у товариському матчі проти Югославії, який закінчився поразкою з рахунком 4–1.Матч був суперечливим, оскільки Югославія була комуністичною державою, і архієпископ Дубліна Джон Чарльз Маккуейд бойкотував його на знак протесту проти переслідувань католицьких чиновників під час режиму маршала Тіто. Свої наступні два матчі Тьюгі зіграв, граючи за «Ньюкасл Юнайтед».
5 квітня 1959 року Тьюгі забив свій перший гол за збірну Ірландії, відкривши рахунок у матчі проти Чехословаччиною на стадіоні «Дейлімаунт Парк», який завершився перемогою з рахунком (2–0). Цей матч був «попереднім раундом» відбору на перший Кубок європейських націй, а також був першою грою Ірландії в цьому змаганні. З того часу неодноразово повідомлялося, що гол Тьюгі став першим голом, забитим на чемпіонаті Європи; однак гол Анатолія Ільїна у вересні 1958 року в матчі першого туру за збірну СРСР проти Угорщини передував удару Тьюгі.
Решта три голи Тьюгі на міжнародній арені були забиті в 1962 році. Його другий гол за збірну Ірландії був забитий у товариському матчі проти Австрії, який закінчився поразкою з рахунком 3–2. Потім він забив в обох матчах проти Ісландії під час кваліфікації до Кубка європейських націй 1964 року. Свою останню гру за збірну Ірландії Тьюгі провів 24 березня 1965 року в товариському матчі проти Бельгії.

## Тренерська кар'єра

### Шемрок Роверс
У 1963 році Тьюгі повернувся до «Шемрок Роверс» як тренер-гравець і допоміг клубу виграти дубль Лігу Ірландії та Кубок Ірландії. У 1964 році його призначили гравцем-тренером «Роверс» і згодом він привів команду, до складу якої входили, серед інших, Боббі Гілберт, Джонні Фуллам, Пет Данн, Френк О'Ніл, Мік Ліч і Педді Малліган, до чергової серії перемог у Кубку Ірландії між 1964 і 1969 роки. Т'юї також поповнив свою скарбничку голів у європейських змаганнях. У 1963 році під час гри на Кубку ярмарків проти «Валенсії» він забив у нічиїй 2–2. Він забив ще раз у 1965 році, в іншій грі Кубка Ярмарок проти «Реал Сарагоса», яка завершилася з рахунком 1–1. Однак кульмінація його європейських подвигів припала на 1966 рік, коли «Роверс» був близький до того, щоб вибити майбутніх переможців «Баварію» з Кубка володарів європейських кубків.
Після того, як «Баварія» зіграла внічию 1–1 на «Делімаунт Парк», голи Боббі Гілберта та Тьюгі дозволили «Роверс» відігратися з рахунку 2–0 під час виїзного матчу. «Роверс» вигравали нічию за голами на виїзді, коли пізній гол Герда Мюллера приніс Баварії перемогу з рахунком 3–2 і вихід до наступного раунду. Загалом він провів 16 матчів і забив 4 голи за «Роверс» у єврокубках.
Влітку 1967 року Тьюгі також грав за «Роверс» і керував ними, коли вони виступали під назвою «Бостон Роверс» у лізі Об'єднаної футбольної асоціації. У червні 1972 року він повернувся до «Роверс» на другий термін на посаді тренера, але 20 грудня 1973 року подав у відставку.

### Дандолк
У 1969 році Тьюгі був призначений тренером «Дандолка», перейшовши туди з роботи в «HB Ice Cream». 16 вересня вони програли «Ліверпулю» з рахунком 10–0 у Кубку Ярмарків. Під час роботи на «Оріель Парк» він також був директором клубу. Тьюгі очолював «Дандолк» до 1972 року, привівши команду до перемоги в Кубку Лейнстера старших команд у 1971 році та в Кубку Ліги Ірландії у 1972 році.

### Збірна Ірландії
У 1971 році Тьюгі був призначений тренером збірної Ірландії.Його перша гра на цій посаді відбулася 10 жовтня 1971 року, коли збірна Ірландії зазнала поразки на виїзді від Австрії з рахунком 0:6. Гра, відбірковий матч до чемпіонату Європи, була призначена на неділю, на наступний день після повноцінної програми чемпіонату Англії. Змушений виставити команду, що складалася переважно з гравців Ліги Ірландії, Т'юї вирішив, що це більше не повториться. Він зажадав, щоб усі майбутні матчі проводилися в середу, і протягом наступних місяців він подорожував Англією та розпочав переговори з тренерами різних команд, щоб звільнити своїх зіркових гравців для участі в майбутніх міжнародних матчах. 4 січня 1972 року, у другій грі під керівництвом Т'юї, Ірландія перемогла західнонімецьку Олімпійську збірну XI з рахунком 3:0. У червні 1972 року Т'юї повіз збірну Ірландії до Бразилії, щоб взяти участь у Кубку Незалежності Бразилії. Там вони зіграли чотири здобувши переконливі перемоги над Іраном та Еквадором.
Тьюгі також очолював збірну Ірландії під час відбіркових матчів до Чемпіонату світу з футболу 1974 року. Втративши через травми Джонні Джайлса та Педді Маллігана, а також Дона Гівенса, якого не відпустив «Квінз Парк Рейнджерс», 18 жовтня 1972 року збірна Ірландії була обіграна Радянським Союзом з рахунком 2–1. Однак через місяць, Джайлс повернувся і надихнув Ірландію на перемогу над Францією з рахунком 2:1. 13 травня 1973 року поразка від радянської збірної з рахунком 0:1 фактично позбавила Ірландію шансів потрапити на чемпіонат світу.
19 травня 1973 року у матчі-відповіді проти Франції Тьюгі востаннє очолив збірну Ірландії.. Після одинадцяти ігор на чолі збірної Т'юї подав у відставку. Одночасно з керівництвом збірною Ірландії, Т'юї також керував «Шемрок Роверс» і працював регіональним менеджером з продажу морозива «HB Ice Cream». Тепер він був батьком шістьох дітей, і фінансові труднощі змусили його залишити роботу в збірної Ірландії, де він отримував лише 500 фунтів стерлінгів на рік.

### Збірна Ірландії U-19
1981 року Тьюгі повернувся до міжнародного футболу після 6 років управління Дублінським університетом і зайняв неоплачувану посаду тренера збірної Ірландії U-19. Він також керував клубом «Шелборн». Одним зі своїх помічників він призначив Браяна Керра.
Збірна Ірландія з футболу серед юнаків до 19 років кваліфікувалася на чемпіонат Європи з футболу 1982 року. Вони знову кваліфікувалися на чемпіонат Європи з футболу серед юнаків до 18 років 1983 року, де, незважаючи на те, що залишилися непереможними в групі, до якої входила переможниця чемпіонату Франція, не вийшли в наступний раунд. Під час Чемпіонату Європи 1984 року серед юнаків до 18 років Тьюгі вивів команду, у складі якої були Деніс Ірвін і Браян Муні, до півфіналу, де вони програли збірній Радянському Союзу. Зрештою вони фінішували четвертими, програвши матч за третє місце Польщі, і це дало їм право на участь у молодіжному чемпіонаті світу з футболу 1985 року. Це був найкращий результат будь-якої ірландської команди на міжнародних змаганнях, доки Керр не привів команду U-19 до перемоги на тих же змаганнях у 1998 році. У лютому 1986 року Тьюгі подав у відставку з посади тренера U-19 після того, як відчув невдоволення з боку Джека Чарльтона, головного тренера збірної команди Ірландії. Під час командної розмови в перерві Чарльтон нібито взяв на себе відповідальність і відсторонив Тьюгі .

## Статистика

### Голи Інтерліги
| Дата            | Опоненти                      | Результат | Рахунок | Турнір      | Місце проведення       | Відвідуваність |
| --------------- | ----------------------------- | --------- | ------- | ----------- | ---------------------- | -------------- |
| 12 лютого 1956  | Гессенліга                    | В         | 4-1     | товариський | Делімаунт Парк, Дублін |                |
| 17 березня 1956 | Ірландська ліга XI            | В         | 1-0     | товариський | Делімаунт Парк, Дублін | 23 000         |
| 19 вересня 1956 | Футбольна ліга XI             | Д         | 3-3     | товариський | Делімаунт Парк, Дублін |                |
| 26 вересня 1956 | Шотландська футбольна ліга XI | Л         | 1-3     | товариський | Шоуфілд                | 23 000         |
| 18 вересня 1957 | Шотландська футбольна ліга XI | Л         | 1-5     | товариський | Делімаунт Парк, Дублін | 23 000         |
| 17 березня 1960 | Гессенліга                    | В         | 5-2     | товариський | Делімаунт Парк, Дублін |                |
| 23 вересня 1964 | Шотландська футбольна ліга XI | Д         | 2-2     | товариський | Делімаунт Парк, Дублін | 25 000         |

## Титули і досягнення

### Як гравця
«Шемрок Роверс»
 Ліга Ірландії (4): 1953–54, 1956–57, 1958–59, 1963–64
 Кубок Ірландії (8): 1955, 1956, 1964, 1965, 1966, 1967, 1968, 1969
 Ліга Ірландії Шилд (8): 1954–55, 1955–56, 1956–57, 1957–58, 1963–64, 1964–65, 1965–66, 1967–68
Кубок Ленстера серед старших (6): 1955, 1956, 1957, 1958, 1964, 1969
Кубок Дубліна (1): 1966–67
SWAI Особистість року (1): 1965–66

### Як тренера
«Дандолк»
 Ліга Ірландії Шилд (1): 1972
Кубок Ленстера серед старших (1):  1971